# لوکاس نانیا
لوکاس نانیا (انگلیسی: Lucas Nanía؛ زادهٔ ۱۴ ژانویهٔ ۱۹۸۴) بازیکن فوتبال اهل آرژانتین است.
از باشگاه‌هایی که در آن بازی کرده‌است می‌توان به باشگاه فوتبال دپورتیوو مورون، باشگاه ورزشی ویتوریا، باشگاه ورزشی سن لورنسو آلماگرو، باشگاه فوتبال آپولون اسمیرنیس، و باشگاه فوتبال اتلتیکو هوراکان اشاره کرد.